# Samantha Ronson

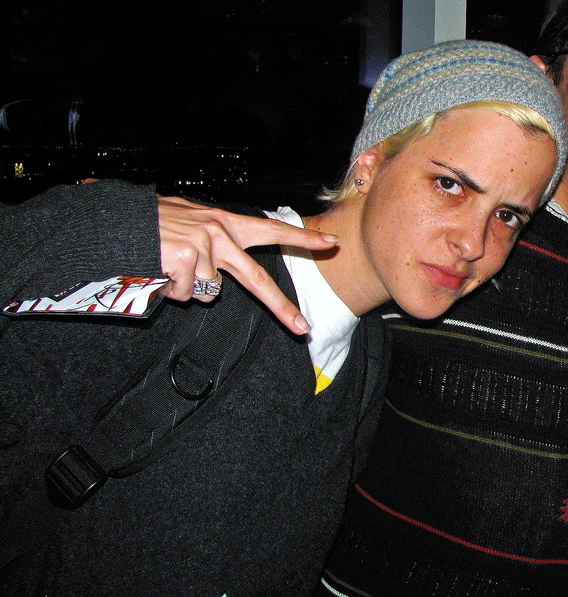
Samantha Ronson

Samantha Ronson (Londen, 7 augustus 1977) is een Britse dj, zangeres en songwriter.

## Leven
Ronson is de dochter van Ann Dexter-Jones en Laurence Ronson. Ze heeft één broer, muziekproducer Mark Ronson en haar tweelingzus is designer Charlotte Ronson. Ze had sinds mei 2008 een relatie met actrice Lindsay Lohan.
Op 6 april 2009 werd bekendgemaakt dat Samantha Ronson de relatie met Lindsay Lohan had verbroken.

## Album
- Samantha Ronson & DJ AM - Challah (2003)

## Singles
- "Good News" (met Ocean Park Standoff, 2016)
- "Pull My Hair Out" (2004)
- "Built This Way" (2004)
- "Fool" (2000)